# 대한민국역사박물관건립위원회
대한민국역사박물관건립위원회는 대한민국역사박물관건립위원회 규정에 의거 대한민국역사박물관의 건립에 관한 중요사항을 심의하기 위하여 설치된 국무총리 소속의 정부위원회이다. 주관부처는 문화체육관광부이다. 2009년 2월 11일 구성되었으며, 존속기간은 2014년 12월 31일까지이다.

## 설치 근거
- 대한민국역사박물관 건립위원회 규정 (2009년 10월 19일)

## 기능
대한민국역사박물관의 건립과 관련 사항을 심의한다.
- 건설 및 전시에 대한 기본계획 수립, 기본설계 실시설계
- 건설공사 및 전시공사, 소장품 수집, 추진상황 점검 평가

## 위원
위원장은 위촉직이며, 위원은 총 29명으로 이중 당연직은 10명, 위촉직은 19명이다.